# Hamburg-Langenbek
Langenbek is een stadsdeel (Stadtteil) van Hamburg in het district Hamburg-Harburg. Met zijn oppervlakte van minder dan 1 km² is het een der kleinste stadsdelen.

## Geschiedenis
De naam van het dorp verwijst naar een lange beek. Langs deze beek stond een boerderij met watermolen die reeds in 1306 werd vermeld. Midden 19e eeuw werd Langenbek een zelfstandige gemeente. In 1937 werd Langenbek bij Hamburg ingelijfd. In de jaren 1950 begon een intensieve bebouwing met voornamelijk rijwoningen aan nieuw aangelegde ringstraten. Tussen 1987 en 1994 werd een nieuwe wijk ontwikkeld: het Langenbeker Feld.

## Bezienswaardigheden
Een grafheuvel uit de Bronstijd, ontdekt in de jaren 1950.
Het kerkhof van Langenfeld (Friedhof Langenbek) bevindt zich in het aanpalende stadsdeel Hamburg-Sinstorf.

## Verkeer
De Winsener Straße, tot 2000 een deel van de B4, is de enige weg voor doorgaand verkeer.
Zeven buslijnen gebruiken deze route.
Altenwerder · Cranz · Eißendorf · Francop · Gut Moor · Harburg · Hausbruch · Heimfeld · Langenbek · Marmstorf · Moorburg · Neuenfelde · Neugraben-Fischbek · Neuland · Rönneburg · Sinstorf · Wilstorf